# Charlotte-Gabrielle Ranfray
Charlotte-Gabrielle Ranfray, née le 4 novembre 1755 à Luçon et morte le 19 juillet 1828 à Saintes, est un religieuse catholique française, fondatrice des Ursulines de Jésus avec le Père Louis-Marie Baudouin.

## Biographie
Charlotte-Gabrielle Ranfray est la fille de Louis Ranfray, sieur de La Rochette et du Bernard, notaire et procureur fiscal de Luçon, de la baronnie de Mareuil et de la châtellenie de La Bretonnière, et de Charlotte Marguerite Degré de La Tigerie.
En mai 1777, elle entre chez les Sœurs hospitalières (Hospitalières de la Charité de Notre-Dame) de La Rochelle, sous le nom en religion de Sœur Charlotte de Saint-Benoist.
Expulsée lors de la Révolution, elle s'installe aux Sables-d'Olonne chez sa sœur, Mme Delange, où elle fait la connaissance du Père Louis-Marie Baudouin. Ensemble, ils fondent une congrégation de religieuses éducatrices en 1802, d'abord dite Filles du Verbe Incarné puis les Ursulines de Jésus, à Chavagnes-en-Paillers.

## Sources
- Adolphe Poirier, La révérende mère Saint-Benoît (Charlotte-Gabrielle Ranfray) (1755-1828), fondatrice et première supérieure générale de l'Institut des Ursulines de Jésus, Paris / Tours: Mame, 1984